# Kántorjánosi
Kántorjánosi is een plaats (község) en gemeente in het Hongaarse comitaat Szabolcs-Szatmár-Bereg. Kántorjánosi telt 2249 inwoners (2001).